# Afrika irodalma

Afrika országainak hivatalos nyelvei: zöld – arab, kék – francia, narancssárga – angol, bordó – portugál, sárga – egyéb

Afrika népeinek szépirodalmát lehet történelmi, földrajztudományi és nyelvi alapon is csoportosítanunk. Az ókorban Egyiptomban alakult ki virágzó írásbeliség és irodalom, amely az egész közel-keleti és a görög-római civilizációra jelentős hatást gyakorolt. A középkorban Észak-Afrikában és kisebb részben Kelet-Afrikában bontakozott ki jelentősebb irodalmi élet. Ezek közé tartozott az arab irodalom mellett az elsősorban keresztény vallási témájú kopt, núbiai és etióp irodalom. A 19. századtól kezdve az európai gyarmatosítók hatására Fekete-Afrika területén is sorra születtek a nemzeti irodalmak.
Nyelvi szempontból Afrika rendkívül színes képet mutat, a földrész lakói több száz különböző nyelvet beszélnek. Ezek közül a Szaharától északra a több mint 100 millió afrikai beszélővel rendelkező arab nyelv játszik meghatározó szerepet az irodalomban, bár néhol a berber nyelvű irodalom is jelentős. A klasszikus arab nyelv irodalma majdnem másfél évezredes hagyományra tekint vissza. Emellett az arab fordítások őriztek meg számos ókori görög és indiai művet is, amelyek ezek közvetítésével kerültek vissza az európai irodalmi életbe a reneszánsz idején. Kelet-Afrikában nagy hagyományú, jelentős irodalommal rendelkezik a 46 millió ember által beszélt szuahéli nyelv. Nyugat-Afrikában a legjelentősebb hagyományokra visszatekintő irodalom a joruba nyelvé (Nigéria, kb. 20 millió beszélővel), a kölcsönösen érthető mande nyelveké (bambara, mandinka stb., 10-20 millió beszélő), valamint a volof nyelvé (6 millió beszélő). Említésre méltó helyi irodalma van még Közép-Afrikában a lingala (6 millió), Dél-Afrikában pedig a xhosza, a zulu és a tswana nyelveknek (együtt kb. 20 millió beszélő). Fekete-Afrika irodalmi élete azonban döntő mértékben angol és francia nyelvű. Az angol nyelvű irodalom különösen a Dél-afrikai Köztársaságban, Nigériában és Ghánában, a francia nyelvű pedig leginkább Szenegálban, Kamerunban és Maliban virágzik. A francia nyelv Észak-Afrika egyes országainak irodalmában (különösen Algériában és Marokkóban) szintén nagy szerepet játszik az arab mellett. Dél-Afrikában igen jelentős ezenkívül az afrikaans, illetve néhány fekete-afrikai országban a portugál nyelvű irodalom.

## Az afrikai irodalmak története

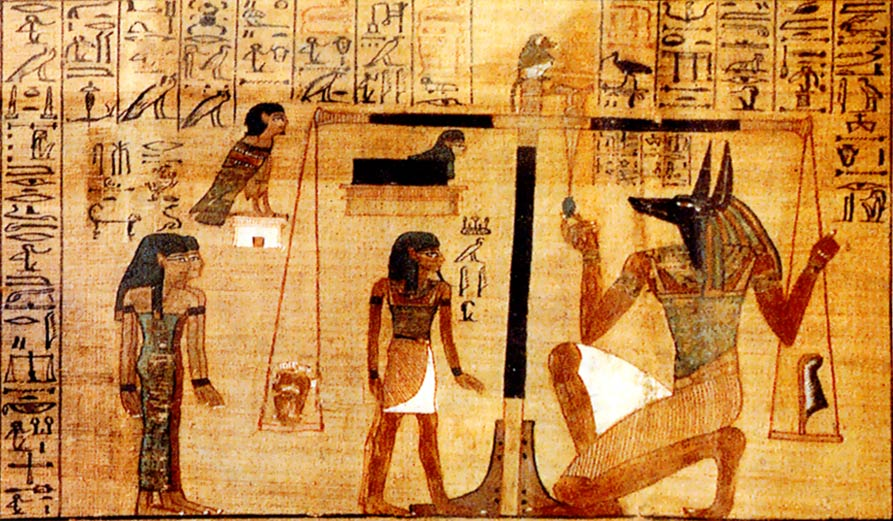
A Halottak könyve részlete

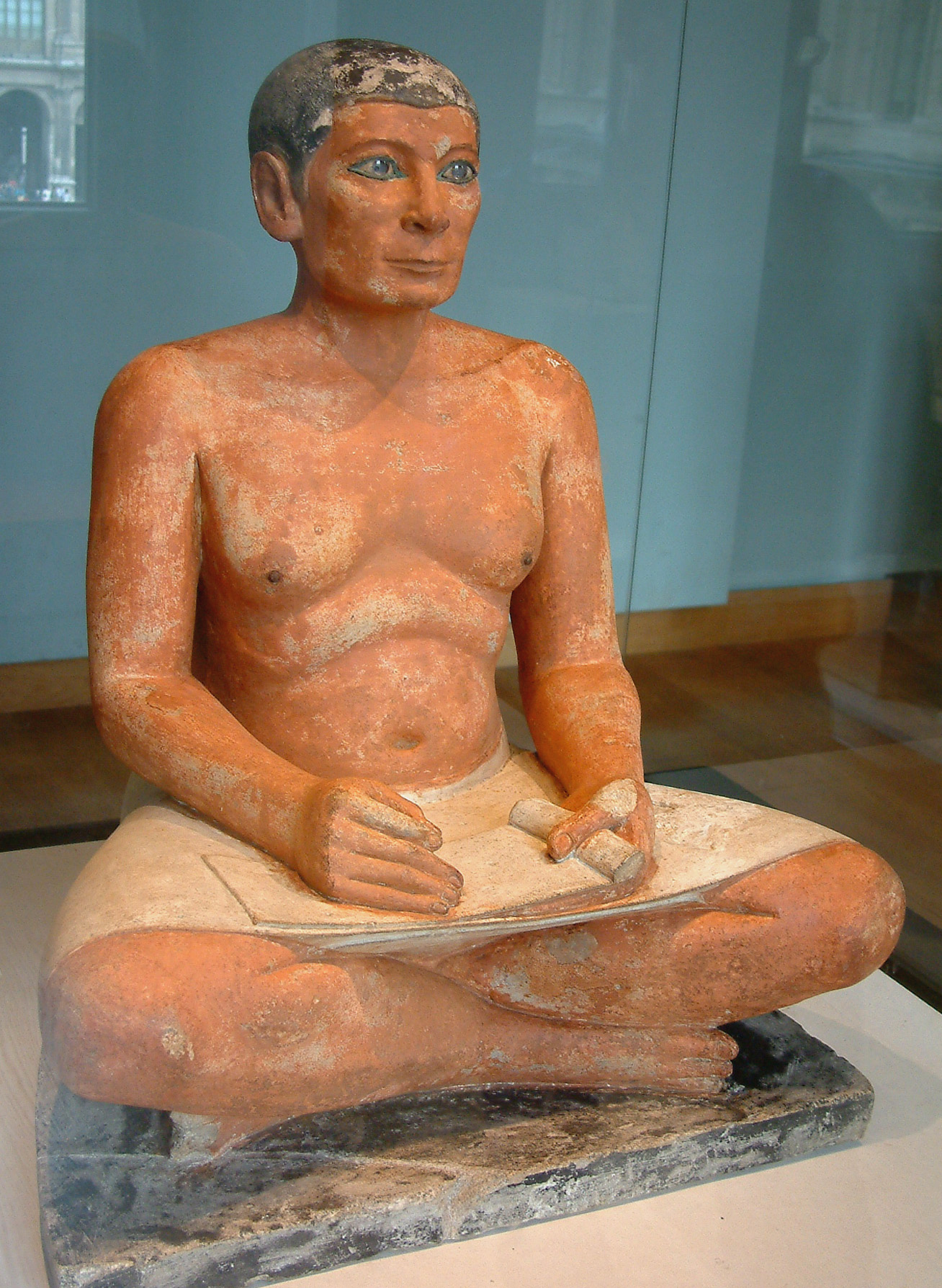
Az írnok szobra (Louvre)

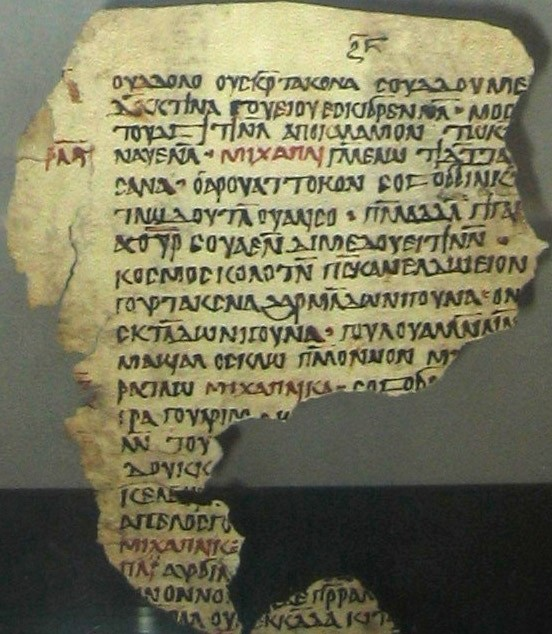
Núbiai nyelvű papirusztöredék, 9. század

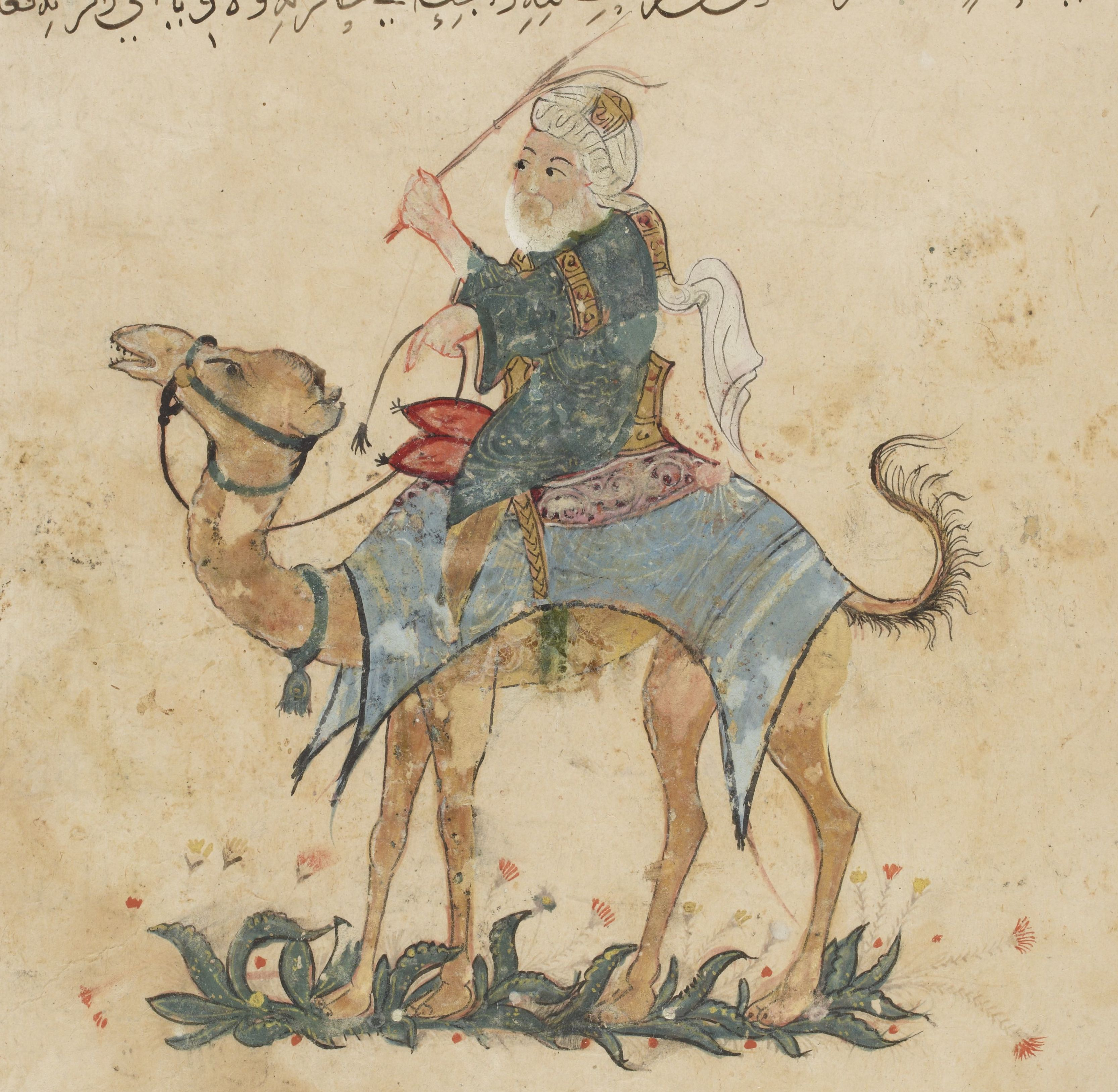
Ibn Battúta, arab útikönyvíró

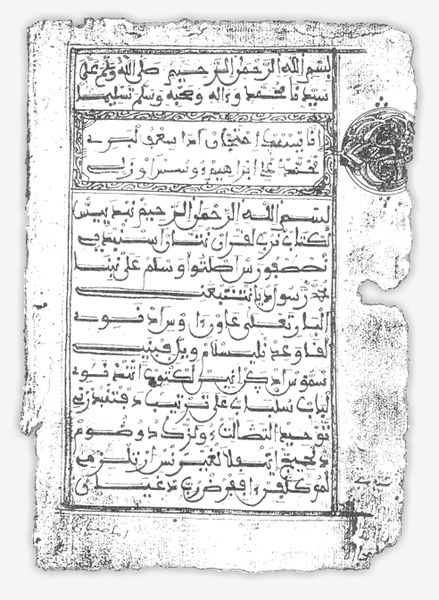
Berber nyelvű kézírásos verseskönyv címlapja (18. század)

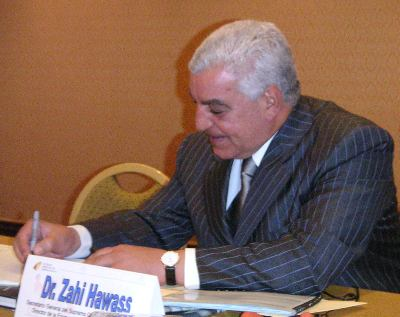
Zahi Havassz

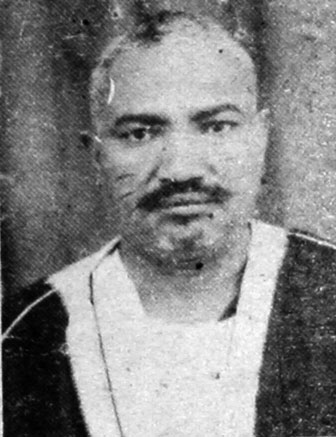
Ibráhim Ali Szalmán

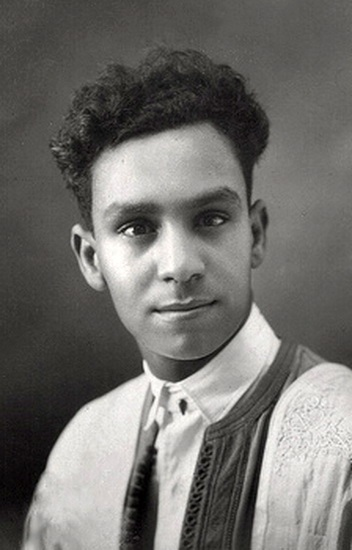
Abú l-Kászim Esebbí

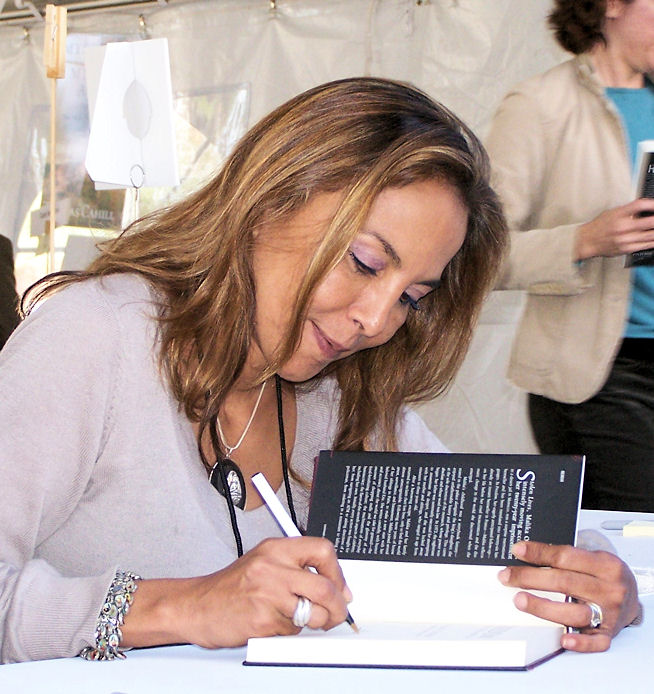
Malíka Úfkír

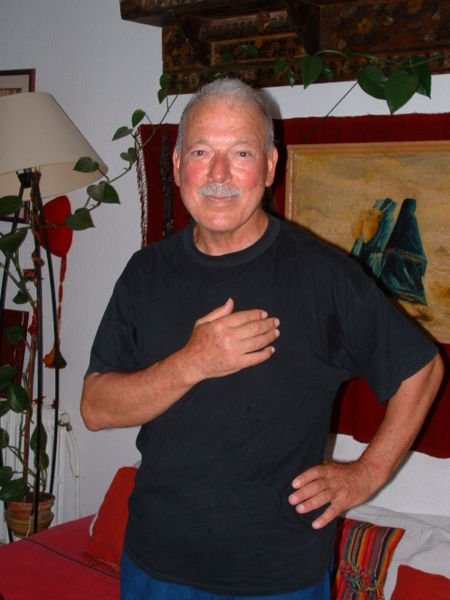
Monszef Gasem

### Régi afrikai irodalmak
A szerzők neve magyaros átírásban szerepel!

#### Ókori egyiptomi irodalom
Fő szócikk: Ókori egyiptomi irodalom
A világ első irodalma a mezopotámiai irodalom mellett az ókori Egyiptom irodalma volt. Az első egybefüggő egyiptomi szövegek az i. e. 27. századra tehetőek. Ekkor két különböző írás alakult ki: a hieroglif írás és a hieratikus írás. Az írásjegyeket kőbe vésték vagy papiruszból készült hosszú tekercsekre festették. A szépirodalmi és tudományos művekről másolatokat készítettek. A papirusztekercsből álló könyveket templomi és királyi könyvtárakban őrizték. Az egyiptomi irodalom vallási, erkölcsi, tudományos és világi műveket egyaránt nagy számban hozott létre. A legismertebb ránk maradt vallási művek a halállal és a túlvilággal foglalkoznak: a 23 méter hosszú, színes képekkel díszített Halottak könyve, az Amduat könyve és a Kapuk könyve. A vallásos líra műfaja a himnusz volt. A legkiemelkedőbb a megrendítően szép leírásokat tartalmazó Aton-himnusz („naphimnusz”), amelynek szerzője valószínűleg Ehnaton fáraó volt.
Az intelmek bölcs mondások gyűjteményei, a legismertebbek az Ipuwer intelmei és a Noferti intelmei. Az elbeszélő irodalom egyik fő csoportját a nehéz életsorsokról, kalandos utazásokról, mesés eseményekről szóló tanító vagy szórakoztató elbeszélések alkotják, míg a másik csoportba a történetírás műfaja tartozik. A legismertebb egyiptomi elbeszélések A paraszt panaszai, a Szinuhe története, A hajótörött története, A két testvér története, valamint A Királyfi és a Sors. A világi lírát a zenés kísérettel előadott úgynevezett „hárfás dalok” jelentették. Ezek gyakran komoly filozófiai problémákat, az élet és halál kérdését tárgyalták, mint az Életuntról szóló költemény. A szerelmet és a természet szépségét ünneplő verseket is írtak. Az egyiptomiak rituális táncokkal összekötött vallási misztériumjátékokat is előadtak. A leggyakrabban eljátszott darab Ozirisz története volt.
A Ptolemaida uralkodók korától (i. e. 3-1. század) az egyiptomi irodalom nyelve a görög lett. A ma ismert legnagyobb egyiptomi történetíró az i. e. 3. században élt Manethón volt, aki a fáraók dinasztiáinak történetét dolgozta fel. Egyiptom további görög nyelvű szerzői közé tartozik a himnuszköltő Fayumi Iszidórosz (i. e. 3–2. század), valamint a két nagy tudományos író, Euklidész (i. e. 330–275) és Ptolemaiosz Klaudiosz (i. sz. 90–170).

#### Régi etióp irodalom
- Etióp Biblia (a görög Biblia teljes fordítása + Énokh könyve, 5. század)
- Kebra Nagaszt („Királyok dicsősége”, őskrónika, 14. század)
- Akszum Könyve (krónikagyűjtemény, 15–19. század)

#### Régi núbiai irodalom
- Keresztény egyházatyák levelei és a szentek élete, 8–15. század

#### Régi észak-afrikai arab irodalom
- Muhammad al-Arabí al-Darkaví (1760–1823)
- Imám asz-Szujútí (1445–1505)
- Ahmad al-Tifasí (1184–1253)
- Maimonidész (1135–1204)
- al-Makrizí (1364–1442)
- Muhammad al-Ifraní (1670–1747)
- Ahmad bin Adzsiba (1747–1809)
- Ibn Ádzsurrúm (1273–1323)
- Ibn Battúta (1304–1368)
- Ibn Khaldún (1332–1406)

#### Régi berber irodalom
- Muhammad Avzal (1670–1748) költő

#### Régi szuahéli irodalom
- Tambuka története (Utendi wa Tambuka, eposz – 18. század)
- Pate krónikája (Bwana Kitini herceg 13–19. századi történetgyűjteménye)

### Észak-afrikai irodalom, 19–20. század
A szerzők neve magyar átírásban szerepel. (A francia nyelven alkotók esetében a francia írásmódú nevet lásd zárójelben!)

#### Arabirodalom
Algéria
- Abdelhamíd ben Hedúga (1925–1996)
- Ahmed Reda Húhú (1911–1956)

Egyiptom
- Abbász al-Akkad (1889–1964)
- Ala al-Aszvaní (1957–)
- Tavfik al-Hakím (1898–1987)
- Muhammad Aladdin (1979–)
- Abd el-Rahmán el-Abnudí (1938–) költő
- Gamal el-Gitání (1945–)
- Navál esz-Szádaví (1931–2021)
- Abd el-Hakím Kaszem (1934–1990)
- Muhammad Huszajn Hejkál (1888–1956)
- Jehja Hakkí (1905–1992)
- Záhi Havássz (1947–)
- Tahá Huszejn (1889–1973)
- Szonalláh Ibráhim (1937–)
- Juszúf Idrísz (1927–1991)
- Szaláh Dzsahín (1930–1986)
- Nagíb Mahfúz (1911–2006) – Nobel-díj, 1988
- Rauf Muszad (1937–)
- Alifa Rifát (1930–1996)
- Ahmed Savkí (1868–1932)

Marokkó
- Lejla Abú Zejd (1950–)
- Mohamed Sukrí (1935–2003)
- Mohamed Zafzaf (1942–2001)

Szudán
- Tajeb Szalíh (1929–)
- Ibráhim Ali Szalmán (1939–1995)

Tunézia
- Abú l-Kászim Esebbí (1909–1934) költő
- Jusszef Rzuga (1957–) költő
- Válid Szolimán (1975–)

#### Berber nyelvűirodalom
- Szí Mohánd (Algéria, 1848–1905) költő
- Abdellah Mohja (Mohya) (Algéria, 1950–2004)

#### Núbiai nyelvűirodalom
- Haggág Haszan Oddul (Egyiptom, 1944–)

#### Francia nyelvűirodalom
Algéria
- Jean Amrouche (1906–1962)
- Távósz Amrús (Taos Amrouche, 1913–1976)
- Rasíd Búdzsedra (Rachid Boudjedra, 1941–)
- Szaíd Búlífa (Si Amar U Said Boulifa, 1861–1931)
- Mohammed Dib (1920–2003)
- Táhar Dzsaút (Tahar Djaout, 1954–1993)
- Ásszija Dzsebár (Assia Djebar, 1936–2015)
- Mulúd Feraún (Mouloud Feraoun, 1913–1962)
- Mulúd Maammeri (Mouloud Mammeri, 1917–1989)
- Rasíd Mímúni (Rachid Mimouni, 1945–1995)
- Káteb Jászín (Kateb Yacine, 1929–1989)

Marokkó
- Driss Chraïbi (1926–2007)
- Táhar ben Dzsellún (Tahar Ben Jelloun, 1944–)
- Mohammed Hajr ed-Dín (Mohammed Khair-Eddine, 1941–)
- Ahmad Szefrivi (Ahmed Sefrioui, 1915–2004)
- Malíka Úfkír (Malika Oufkir, 1953–)

Tunézia
- Monszef Gasem (Moncef Ghachem, 1946–)

### Fekete-Afrikairodalma, 19–20. század
A szerzők neve az adott országban szokásos (angolos vagy franciás) írásmóddal szerepel.

#### Afrikai nyelvű irodalmak

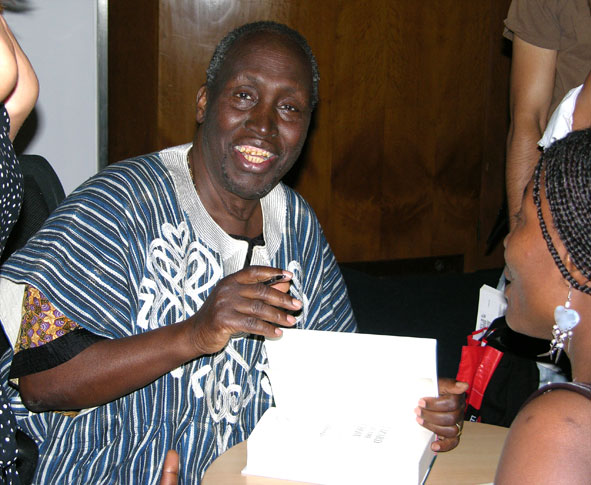
Ngũgĩ wa Thiong’o

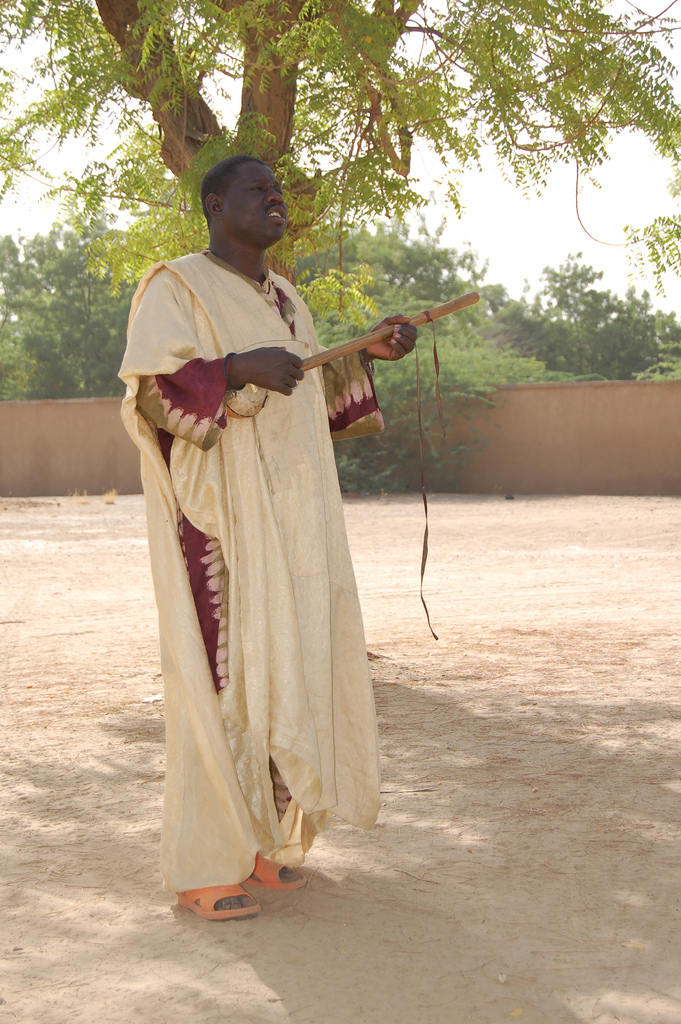
Hausza eposzénekes Nigerből

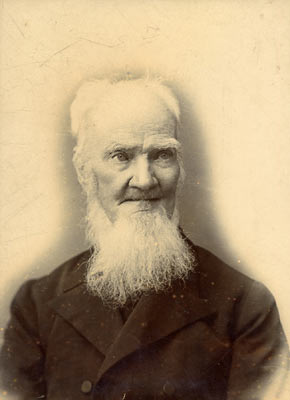
Henry Hare Dugmore

##### Kelet-Afrika
Szuahéli irodalom
- Szuahéli Biblia (1879, 1890)
- Muyaka bin Haji (Tanzánia, Zanzibár, 1776–1840)
- Euphrase Kezilahabi (Tanzánia, 1944–2020)
- Mwana Kupona binti Msham (Kenya, 1790–1860)
- Julius Nyerere (Tanzánia, 1922–1999)
- Robert bin Shaaban (Tanzánia, 1909–1962)

Egyéb nyelvek
- Faarax Maxamed Jaamac Cawl (Szomália, szomáli nyelvű, 1937–1992)
- Tsegaye Gabre-Medhin (Etiópia, amhara nyelvű, 1936–2006)
- Mohamed Ibrahim Warsame (Szomália, szomáli nyelvű, 1943–)
- Okot p'Bitek (Uganda, acsoli nyelvű, 1931–1982)
- Ngũgĩ wa Thiong’o (James Ngugi) (Kenya, kikuju nyelvű, 1938–)

##### Közép-Afrika
- Bienvenu Sene Mongaba (Kongói Demokratikus Köztársaság, lingala nyelvű, 1967–)

##### Nyugat-Afrika
Joruba irodalom (Nigéria)
- Joruba népköltészet (ifa költészet)
- Joruba Biblia (1862, 1885)
- Daniel O. Fagunwa (1903–1963)
- Akinwunmi Isola (1940–)
- Hubert Ogunde (1916–)

Egyéb nyelvek
- Népköltészet
  - Szungyata, az oroszlán fia. Mandinka nyelvű eposz
- Mame Younousse Dieng (Szenegál, volof nyelvű, 1940–)
- Abubakar Imam (Nigéria, hausza nyelvű, 1911–1981)
- Carl Christian Reindorf (Ghána, ga nyelvű, 1834–1917)
- Ferdinand Kwasi Fiawoo (Ghána, eve nyelvű, 1891–1969)
- Gaddiel Robert Acquaah (Ghána, fanti nyelvű, 1956–)

##### Dél-Afrika
Tswana irodalom
- Tswana Biblia (1840, 1857)
- Sheleng Ositilwe (Botswana, ?-1972)
- Sol Plaatje (Dél-afrikai Köztársaság, 1876–1932)

Xhosza irodalom (Dél-afrikai Köztársaság)
- Xhosa Biblia (1846, 1857)
- Henry Hare Dugmore (1810–1896)
- Archibald Campbell Jordan (1906–1968)
- Samuel Mqhayi (1875–1945) költő
- Ntsikana (1780–1821)

Zulu irodalom (Dél-afrikai Köztársaság)
- Zulu Biblia (1865, 1883)
- Mazisi Kunene (1930–)
- Sibusiso Nyembezi (1919–2000)
- Benedict Wallet Vilakazi (1906–1947)

Egyéb nyelvek

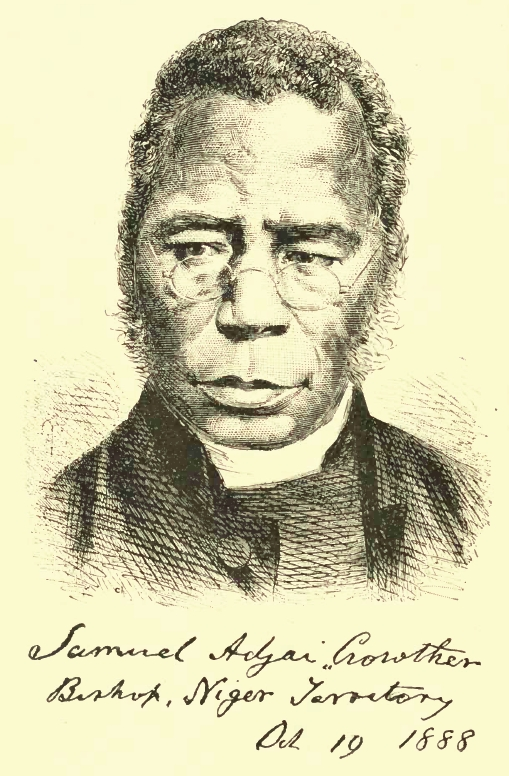
Samuel Adjai Crowther

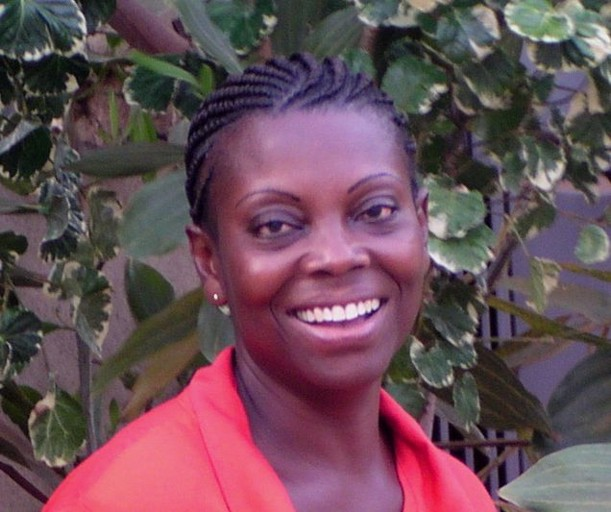
Amma Darko

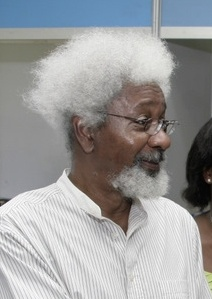
Wole Soyinka

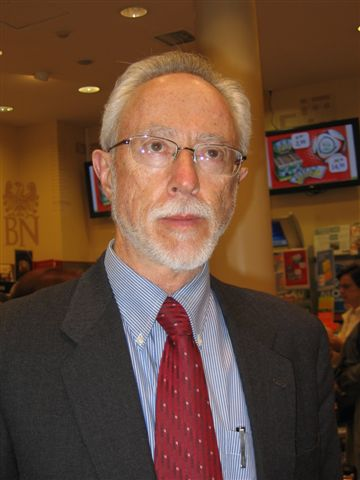
John Maxwell Coetzee

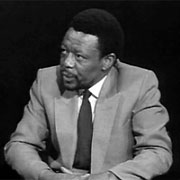
Mongane Wally Serote

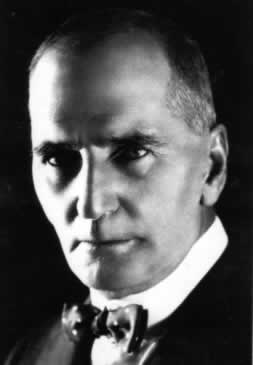
Eugene Marais

- Chirikure (Zimbabwe, sona nyelvű, 1962–)
- Thomas Mofolo (Lesotho, szeszotó nyelvű, 1876–1948)
- Solomon Mutswairo (Zimbabwe, sona nyelvű, 1924)
- Ndabezinhle Sigogo (Zimbabwe, ndebele nyelvű, 1932–2006)

#### Európai nyelvű irodalmak

##### Angol nyelvűirodalom
- Chinua Achebe (Nigéria, 1930–2013) – Széthulló világ (a legismertebb fekete-afrikai regény)
- Ama Ata Aidoo (Ghána, 1942–)
- Elechi Amadi (Nigéria, 1934–2016)
- Raphael Armattoe (Ghána, 1913–1953)
- Kofi Awonoor (Ghána, 1935–)
- Ayi Kwei Armah (Ghána, 1939–)
- J. E. Casely Hayford (Ghána, 1866–1930)
- Chin Ce (Nigéria, 1964–)
- Syl Cheney-Coker (Sierra Leone, 1945–)
- John Pepper Clark (Nigéria, 1935–)
- Samuel Ajayi Crowther (Nigéria, 1807–1891)
- Tsitsi Dangarembga (Zimbabwe, 1959–)
- Amma Darko (Ghána, 1956–)
- Michael Dei-Anang (Ghána, 1919–1977)
- Unity Dow (Botswana, 1959–)
- Cyprian Ekwensi (Nigéria, 1921–)
- Buchi Emecheta (Nigéria, 1944–2017)
- Nuruddin Farah (Szomália, 1945–)
- Kuki Gallmann (Kenya, 1943–)
- Bessie Head (Botswana, 1937–1986)
- Africanus Horton (Sierra Leone, 1835–1883)
- Samuel Johnson (Nigéria, 1846–1901)
- Dambudzo Marechera (Zimbabwe, 1952–1987)
- Meja Mwangi (Kenya, 1948–)
- Grace Ogot (Kenya, 1930–)
- Christopher Ifekandu Okigbo (Nigéria, 1932–1967) költő
- Ben Okri (Nigéria, 1959–)
- Femi Osofisan (Nigéria, 1946–)
- Niyi Osundare (Nigéria, 1946–) költő
- Lenrie Peters (Gambia, 1932–)
- Ken Saro-Wiwa (Nigéria, 1941–1995)
- Wole Soyinka (Nigéria, 1934–) – Nobel-díj, 1986
- Ngũgĩ wa Thiong’o (Kenya, 1938–)
- Amos Tutuola (Nigéria, 1920–1997)
- Yvonne Vera (Zimbabwe, 1964–2005)
- Timothy Wangusa (Uganda, 1942–)

Dél-afrikai Köztársaság
- Sinclair Beiles (1930–2002)
- Herman Charles Bosman (1905–1951)
- Breyten Breytenbach (1939–2024)
- André Brink (1935–)
- Dennis Brutus (1924–)
- Roy Campbell (1901–1957)
- John Maxwell Coetzee (1940–) Nobel-díj, 2003
- Herbert Isaac Ernest Dhlomo (1903–1953)
- James Percy FitzPatrick (1862–1931)
- Athol Fugard (1932–)
- Nadine Gordimer (1923–2014) Nobel-díj, 1974
- Keorapetse Kgositsile (1938–2018)
- Taban Lo Liyong (1939–)
- Nelson Mandela (1918–2013)
- Ezekiel Mphahlele (1919–)
- Zakes Mda (1948–)
- Lewis Nkosi (1936–)
- Alan Paton (1903–1988)
- Sol Plaatje (1876–1932)
- Laurens van der Post (1906–1996)
- Ivan Vladislavic (1957–)
- Mongane Wally Serote (1944–)
- Pieter-Dirk Uys (1945–)

##### Afrikaans nyelvűirodalom
- Breyten Breytenbach (1939–2024)
- André Brink (1935–)
- Jakob Daniël du Toit (1877–1953)
- Elisabeth Eybers (1915–)
- Ernst van Heerden (1916–1997) költő
- Ingrid Jonker (1933–1965)
- Uys Krige (1910–1987)
- Antjie Krog (1952–)
- Cornelis Jacobus Langenhoven (1873–1932) költő
- C. Louis Leipoldt (1880–1947) költő
- Eugene Marais (1871–1936)
- D. J. Opperman (1914–1985) költő
- Karel Schoeman (1939–2017)
- George Weideman (1947–)

##### Francia nyelvűirodalom
- Mariama Bâ (Szenegál, 1929–1981)
- Adame Ba Konaré (Mali, 1947–)
- Mongo Beti (Kamerun, 1932–2001)
- Calixthe Beyala (Kamerun, 1961–)
- Ken Bugul (Szenegál, 1947–)
- Amadou Hampâté Bâ (Mali, 1900–1991)
- Malcolm de Chazal (Mauritius, 1902–1981)
- Florent Couao-Zotti (Benin, 1964–)
- Massa Makan Diabaté (Mali, 1938–1988)
- Birago Diop (Szenegál, 1906–1989)
- Cheikh Anta Diop (Szenegál, 1923–1986)
- Doumbi Fakoly (Mali, 1944–)
- Paulin J. Hountondji (Benin, 1942–)
- Kama Sywor Kamanda (Kongó, 1952–)
- Esther Kamatari (Burundi, 1951–)
- Ahmadou Kourouma (Elefántcsontpart, 1927–2003)
- Camara Laye (Guinea, 1928–1980)
- Edouard Maunick (Mauritius, 1931–)
- Djibril Tamsir Niane (Guinea, 1932–)
- Ferdinand Oyono (Kamerun, 1929–2010)
- Jean Joseph Rabearivelo (Madagaszkár, 1901–1937)
- Jacques Rabemananjara (Madagaszkár, 1913–2005)
- Amadou Lamine Sall (Szenegál, 1951–)
- Ousmane Sembene (Szenegál, 1923–)
- Léopold Sédar Senghor (Szenegál, 1906–2001)
- Ousmane Socé (Szenegál, 1911–1974)
- Tchicaya U Tam'si (Kongó, 1931–1988)
- Marie-Léontine Tsibinda (Kongó, 1955–)

##### Portugál nyelvűirodalom
- José Eduardo Agualusa (Angola, 1960–)
- Germano Almeida (Zöld-foki Köztársaság, 1945–)
- Arlindo Barbeitos (Angola, 1940–)
- Amílcar Cabral (Zöld-foki Köztársaság, 1924–1973)
- Paulina Chiziane (Mozambik, 1955–)
- Mia Couto (Mozambik, 1955–)
- José Craveirinha (Mozambik, 1922–2003) költő
- Pepetela (Angola, 1941–) eredeti neve: Artur Carlos Maurício Pestana dos Santos
- Sergio Frusoni (Zöld-foki Köztársaság, 1901–1975)
- Ungulani Ba Ka Khosa (Mozambik, 1957–)
- Baltasar Lopes da Silva (Zöld-foki Köztársaság, 1907–1989)
- Manuel Lopes (Zöld-foki Köztársaság, 1907–2005)
- Eugénio Tavares (Zöld-foki Köztársaság, 1867–1930)
- José Luandino Vieira (Angola, 1935–)

## Irodalmi díjak
- Tchicaya U Tam'si Award (afrikai költői műveknek)
- Caine Prize (angol és francia nyelvű afrikai műveknek)
- Wole Soyinka Díj (angol és francia nyelvű afrikai műveknek)
- African Commonwealth Writers Prize (angol nyelvű fekete-afrikai műveknek)
- Grand Prix littéraire de l'Afrique noire (francia nyelvű fekete-afrikai műveknek)
- Irodalmi Nobel-díjas afrikai szerzők:
  - Nadine Gordimer (dél-afrikai, 1974)
  - Wole Soyinka (nigériai, 1986)
  - Nagíb Mahfúz (egyiptomi, 1988)
  - John Maxwell Coetzee (dél-afrikai, 2003)

### Női szerzők
- Lejla Abú Zejd (1950–)
- Ama Ata Aidoo (1942–)
- Jean Amrouche (1906–1962)
- Mariama Bâ (1929–1981)
- Adame Ba Konaré (1947–)
- Calixthe Beyala (1961–)
- Paulina Chiziane (1955–)
- Tsitsi Dangarembga (1959–)
- Amma Darko (1956–)
- Mame Younousse Dieng (1940–)
- Unity Dow (1959–)
- Ásszija Dzsebár (1936–2015)
- Buchi Emecheta (1944–)
- Elisabeth Eybers (1915–)
- Kuki Gallmann (1942–)
- Nadine Gordimer (1923–)
- Bessie Head (1937–1986)
- Ingrid Jonker (1933–1965)
- Esther Kamatari (1951–)
- Antjie Krog (1952–)
- Grace Ogot (1930–)
- Alifa Rifát (1930–1996)
- Navál esz-Szádaví (1931–2021)
- Marie-Leontine Tsibinda (1955–)
- Malíka Úfkír (1953–)
- Yvonne Vera (1964–2005)

### Afrikai születésű szerzők
Amerikai (USA) szerzők:
- Phillis Wheatley (szenegáli, 1753–1784)

Brit szerzők:
- Waris Dirie (szomáliai, 1965–)
- Olaudah Equiano (nigériai, 1745–1797)

Francia szerzők:
- Albert Camus (algériai, 1913–1960)

Olasz (itáliai) szerzők:
- Leo Africanus (marokkói, 1488–1554)

## Bibliográfia
- Keszthelyi Tibor: Az afrikai irodalom kialakulása és fejlődése napjainkig, Akadémiai Kiadó, Bp., 1971